# تاشیدیان
تاشیدیان (انگلیسی: Tashidian) (به اویراتی: ᠲᠠᠱᠠᠳᠢᠶᠠᠨ) (به اویغوری: تاشدەن) یک شهرک در ولایت خودمختار بایینغولین مغول منطقه سین‌کیانگ کشور چین است.